# Anemia adiantifolia
Anemia adiantifolia är en ormbunkeart som först beskrevs av Carl von Linné och som fick sitt nu gällande namn av Olof Peter Swartz.
Anemia adiantifolia ingår i släktet Anemia och familjen Anemiaceae. Inga underarter finns listade i Catalogue of Life.

## Bildgalleri

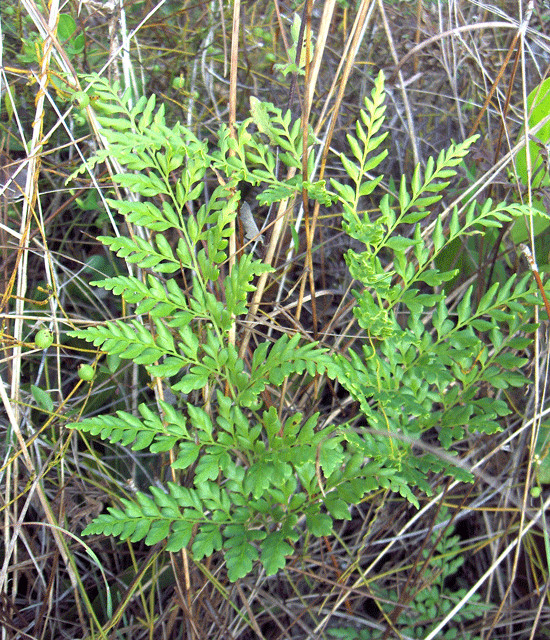